# Веласко Гарсия, Антонио Игнасио
Антонио Игнасио Веласко Гарсия (исп. Antonio Ignacio Velasco García; 17 января 1929, Акаригуа, Венесуэла — 6 июля 2003, Каракас, Венесуэла) — венесуэльский кардинал, салезианец. Титулярный епископ Уттимиры и апостольский викарий Пуэрто-Аякучо с 23 октября 1989 по 27 мая 1992. Апостольский администратор ad nutum Santae Sedis епархии Сан-Фернандо-де-Апуре с 27 мая 1992 по 27 мая 1995. Архиепископ Каракаса с 27 мая 1995 по 6 июля 2003. Кардинал-священник с титулом церкви Санта-Мария-Доменика-Мадзарелло с 21 февраля 2001.